# Gus-Khrustalny
Gus-Khrustalny (tiếng Nga:) là một thành phố Nga. Thành phố này thuộc chủ thể Vladimir Oblast. Thành phố có dân số người (theo điều tra dân số năm 2002). Đây là thành phố lớn thứ 233 của Nga theo dân số năm 2002. Dân số qua các thời kỳ: